# Ingrid van Houten-Groeneveld
Ingrid van Houten-Groeneveld   (Berlín, 21 d'octubre de 1921 - Oegstgeest, 30 de març de 2015) va ser un astrònoma neerlandesa. És reconeguda pel descobriment de milers d'asteroides, un camp en el que va ser extremadament prolífica.
Va treballar entre d'altres amb Tom Gehrels i amb el que fou el seu marit Cornelis Johannes van Houten.